# Kee en Janus naar Berlijn
Kee en Janus naar Berlijn is een Nederlandse stomme film uit 1923 van Alex Benno, die ook het verhaal schreef. De film heeft als alternatieve titel Kee en Janus in Duitschland.
De film heeft heden ten dage geen bekende kopieën meer en moet als verloren worden beschouwd.

## Verhaal
Kee en Janus zijn inwoners van de Amsterdamse wijk De Jordaan. Als op een dag Janus thuis komt blijkt hij een som geld gewonnen te hebben in de loterij Altijd Noppes. De prijs bedraagt 668 gulden en de twee kunnen hun geluk niet op. Ze besluiten naar Berlijn op vakantie te gaan want daar schijnt volgens de baas van Janus het leven veel goedkoper te zijn dan in Nederland. Na jaren van armoe nemen ze het er flink van aldaar, maar het blijkt toch duurder uit te komen dan gedacht.
In het hotel waar de twee verblijven ziet het personeel hun liever vertrekken, vanwege de overlast en hun onstuimige gedrag.
Als Janus besluit te gaan zingen, is de maat vol bij het hotelpersoneel en worden ze het hotel uitgezet. Kee heeft er dan genoeg van en wil naar huis, maar bij de Duitse douane moeten ze hun goederen en cadeaus inleveren omdat ze de invoerrechten niet kunnen betalen.

## Rolverdeling
| Acteur          | Personage |
| --------------- | --------- |
| Adrienne Solser | Kee Mol   |
| Kees Pruis      | Janus Mol |